# Palacio de los Ríos y Salcedo

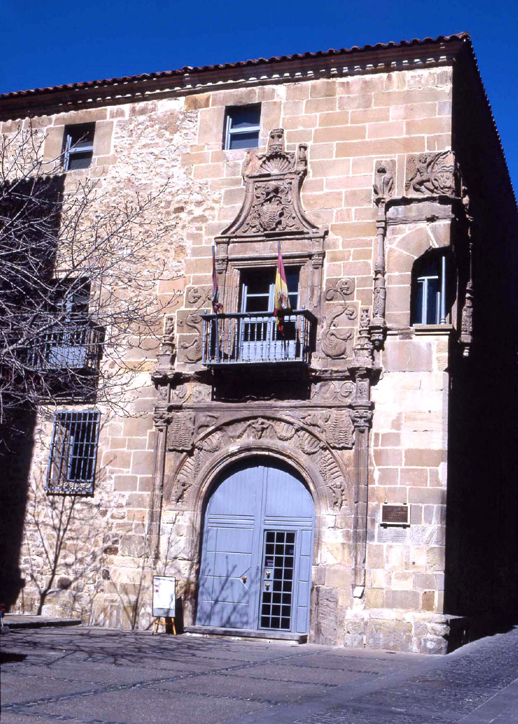
Palacio de los Ríos y Salcedo

Der Palacio de los Ríos y Salcedo ist ein Palast in Soria, der Hauptstadt der Provinz Soria in der Autonomen Region Kastilien und León, der im 16. Jahrhundert errichtet wurde. Der Palast an der Plaza de San Clemente ist ein geschütztes Baudenkmal (Bien de Interés Cultural).

## Geschichte und Beschreibung
Der Palast wurde zu Beginn des 16. Jahrhunderts für die Familie Ríos y Salcedo errichtet. Der Renaissancebau besitzt ein Portal zur Plaza de San Clemente mit plateresker Ausschmückung, die sich über zwei Geschosse ausbreitet. Rechts daneben ist ein Eckfenster in gleicher Weise geschmückt.

## Heutige Nutzung
Seit 1992 befindet sich in dem Palast das Archivo Histórico Provincial de Soria (Historisches Archiv der Provinz Soria).